# Iresine tenuis
Iresine tenuis är en amarantväxtart som beskrevs av Karl Suessenguth. Iresine tenuis ingår i släktet Iresine och familjen amarantväxter. Inga underarter finns listade i Catalogue of Life.